# Chim sâu mỏ nhạt
Chim sâu mỏ nhạt (danh pháp hai phần: Dicaeum erythrorhynchos) là một loài chích lá thuộc chi Dicaeum, họ Chim sâu. Đây là một loài chim nhỏ ăn mật hoa và quả mọng, được tìm thấy ở Ấn Độ, Bangladesh và Sri Lanka. Những con chim phổ biến ở các đô thị khu vườn với cây mang quả mọng. Chúng có tiếng kêu chíp chíp nhanh và mỏ cong hơi hồng giúp phân biệt nó ra từ các loài khác trong khu vực.
Đây là một loài chim nhỏ, dài 8 cm, và là một trong những con chim nhỏ nhất hiện diện ở hầu hết các vùng ở miền nam Ấn Độ và Sri Lanka. Con có màu chỉ nâu đến màu xanh lá cây ô liu. Dưới là màu ô liu da bò và không tương phản lớn với phần trên và không phải màu trắng như trong Dicaeum concolor của các đồi Tây Ghats và Nilgiri cũng không phải là sọc như trong Dicaeum agile. 

## Hình ảnh

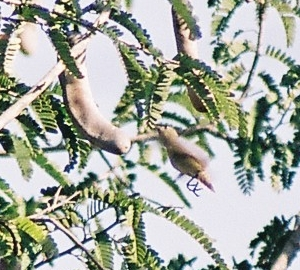
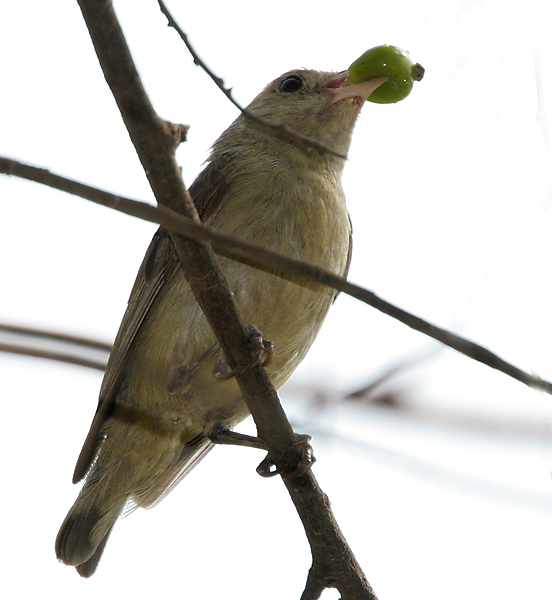
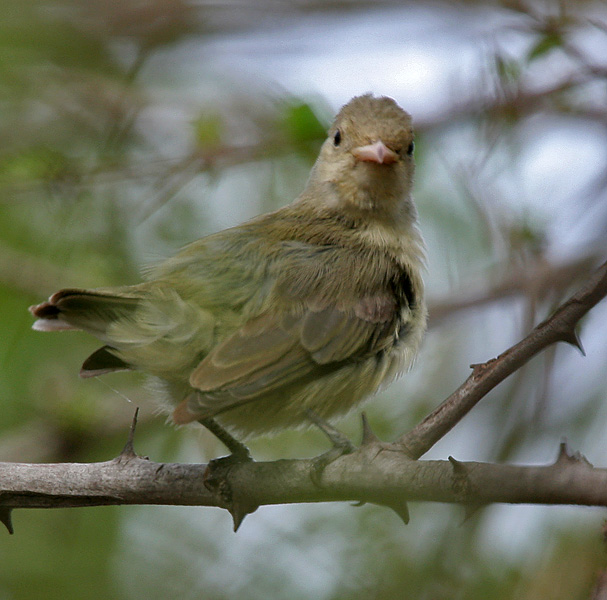
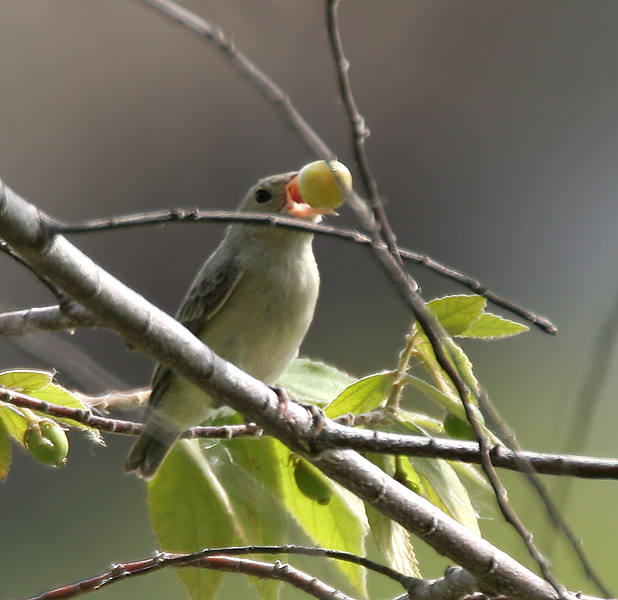
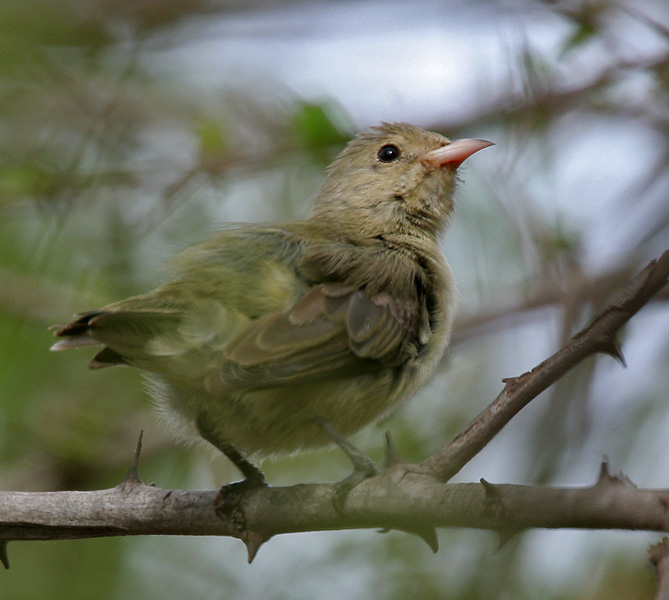
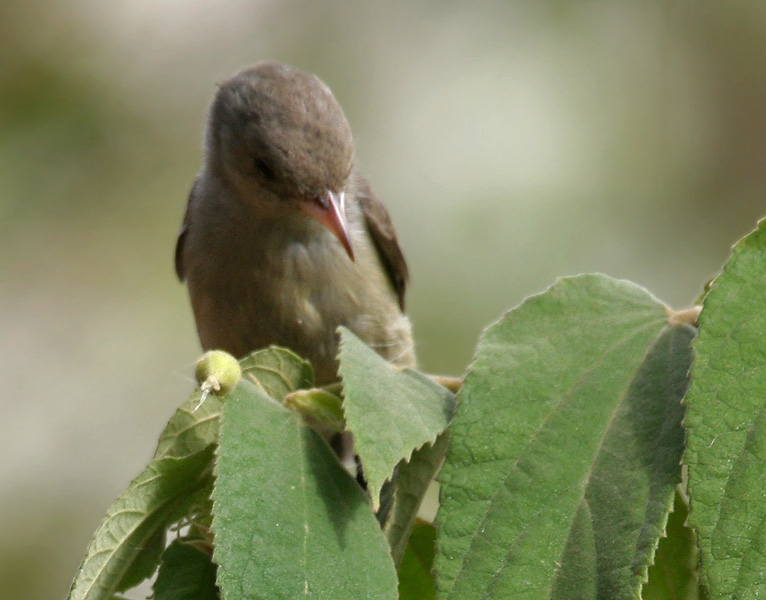